# La cuna y la sepultura
La cuna y la sepultura es una obra dividida en dos partes, de carácter filosófico y moralista del escritor y poeta español Francisco de Quevedo (1634). La primera parte es llamada La cuna y la vida, y la segunda Muerte y entierro o La doctrina de morir, más corta que la primera. 
Basada en la obra anterior llamada Doctrina Moral, la edición definitiva sale primero en Madrid en 1634. Posteriormente, habrá otras dos ediciones en 1634 en Madrid y Sevilla, y dos en 1635 en Barcelona y Valencia. En el siglo XVII saldrán luego una docena de ediciones, siendo la primera edición crítica de 1932. 

## La cuna y la vida
La primera parte del tratado se denomina La cuna y de la vida y consta de un preámbulo y cinco capítulos.
- El capítulo primero trata de los temas de la esclavitud del hombre en sentido físico.
- El capítulo II habla de los peligros del mundo que, según el autor son: la belleza, la riqueza y los honores.
- El capítulo III habla de la muerte, expresando su preocupación ante ella.
- El capítulo IV, habla de la sabiduría.
- Capítulo V dice las verdades que conducen a la vida cristiana, expresión y síntesis de las ideas presentadas en las cuatro porciones anteriores.

## Doctrina de morir
Influenciado por las Epístolas de Pablo de la Biblia vuelve a hablar de la muerte, considerándola una especie de liberación, pero con características más oscuras.